# Karl Heinz Wagner (Archäologe)
Karl Heinz Wagner (* 10. Juli 1907 in Neunkirchen; † 6. Februar 1944 bei Narwa) war ein deutscher Prähistoriker.
Wagner wuchs in Hersfeld auf und studierte nach dem Abitur zunächst Forstwissenschaften, ehe er in München Kunstgeschichte und Archäologie studierte. Das Studium schloss er 1934 in Marburg bei Gero von Merhart mit der Promotion ab, nachdem er zuvor Studiensemester an den Universitäten Kiel, Berlin, Wien und Innsbruck eingeschoben hatte. Seine Dissertation hatte „Nordtiroler Urnenfelder“ zum Thema. Dieser Begriff war Grundlage für den heute gebräuchlichen Begriff Nordtiroler Urnenfelderkultur. Im Laufe seines Studiums lernte er Paul Reinecke, Gerhard Bersu und Georg Kraft kennen und war so an verschiedenen Projekten beteiligt. 1935 trat er eine Stelle am Rheinischen Landesmuseum Bonn an, wo er für die Denkmalpflege im Regierungsbezirk Koblenz zuständig war. Zu nennen sind seine Grabungen im neolithischen Erdwerk von Urmitz sowie in der frühmittelalterlichen Siedlung von Neuwied-Gladbach. 1937 wechselte er als Konservator an das Bayerische Landesamt für Denkmalpflege in München.
Im Zweiten Weltkrieg wurde Wagner 1939 in die Wehrmacht einberufen und starb in Russland.

## Schriften
- Nordtiroler Urnenfelder (= Römisch-Germanische Forschungen. Band 15). Walter de Gruyter, Berlin 1943 (Digitalisat).
- Die keltische Mauer von Manching. In: Germania. Band 22, 1938, S. 157–160.
- Untersuchungen am Wall der spätkeltischen Stadt von Manching. In: Bayerische Vorgeschichtsblätter. Band 16, 1942, S. 10–20.